# Etilendiamintetraoctena kiselina (EDTA)
Etilendiamintetraoctena kiselina (eng.ethylenediaminetetraacetic acid) ili skraćeno EDTA (još poznata pod nazivom KOMPLEKSON II) je heksadentatni ligand koji tvori komplekse i s prijelaznim metalima i s metalima glavnih skupina. EDTA je slaba kiselina i njezine otopine djeluju slabo kiselo. Ona se koristi kao dinatrijeva sol zbog slabe topljivosti. Koordinacijski broj EDTA je 6. Negativni ion EDTA4- okruži metalni ion uspostavljajući koordinativne veze sa svih šest koordinacijskih mjesta (četiri na kisikovom i dva na dušikovom atomu). U vodenoj otopini ionizira u četiri stupnja, a glede jednostavnosti formula EDTA skraćeno se piše H4Y.
EDTA se često koristi kao aditiv deterdžentima. Ona stvara kompleks s kalcijevim i magnezijevim ionima čime se poboljšava moć pranja deterdženta. EDTA se upotrebljava kao stabilizator u proizvodnji hrane i kao antikoagulans za krv u bankama krvi. EDTA je najčešći reagens u kompleksometrijskoj titraciji.Koristi se i u konzerviranju restauriranju metala kao sredstvo za čišćenje ( bakar i slitine ,srebro,čelik,cink,kositar).

## Ionizacija EDTA
1. stupanj:   H4Y + H20 -> H3O+ + H3Y-
2. stupanj:   H3Y- + H2O -> H3O+ + H2Y(2-)
3. stupanj:   H2Y(2-) + H2O -> H3O+ + HY(3-)
4. stupanj:   HY(3-) + H2O -> H3O+ + Y(4-)